# 君のいない世界には音も色もない
『君のいない世界には音も色もない』（きみのいないせかいにはおともいろもない）はdoriko feat. 初音ミクのミニ・アルバム。2017年8月30日にビーイングから発売された。

## 概要
初音ミクが発売10周年を迎えることを祝して、ミクへのさまざまな思いをつづった6曲のVocaloid曲を収録しており、表題曲はピアノを主体にしたバラードで、初音ミクを始めとするソフトウェアを開発・販売してきたクリプトン・フューチャー・メディアの協力のもと、楽曲の世界観に合わせた臨場感あふれるボーカルトラックが作成されており、「僕」と「君」の「これまで」と「これから」が優しく温かく表現されている。トリビュート・アルバム「doriko 10th anniversary tribute」と同時発売であり、このアルバムに収録されている表題曲は声優の前田玲奈が歌唱している。

## 収録曲
作詞・作曲：doriko (#ALL)
編曲：doriko (#1, 2, 6)、田尻尋一 (#3, 4, 5)
ボーカルアレンジ (#1)：doriko, 前田玲奈, クリプトン･フューチャー･メディア

1. 君のいない世界には音も色もない
2. サクコロ
3. オノマペット
4. 青色十色
5. まぢかのみらい
6. 箱

## 演奏
- 秋山健介
  - Electric Guitar (1.2.6),
  - Acoustic Guitar (1.6)
- 田尻尋一：Electric Guitar (3.4)
- ナガトメマサヒロ：Acoustic Guitar (3.4)
- ティッシュ姫：Bass (1.6)
- 初音ミク：Vocal